# SY Morning
Le SY Morning est un bateau connu pour son rôle en tant que navire de ravitaillement de l'expédition Discovery (1901-1904) en Antarctique. Il y a fait deux voyages.

## Construction et achat
En 1871 le bateau, alors appelé Morgenen, est construit par Svend Foyn de Tønsberg (Norvège) ; c'est alors un navire pour la chasse à la baleine. 

En 1901 il est acheté comme navire de ravitaillement par l'expédition Discovery pour la somme de 3 880 £. En septembre 1901 il va de Norvège en Angleterre, où il sera modifié et renommé Morning (Morgenen et Morning signifiant « matin » en norvégien et en anglais).

## Premier voyage
Il appareille de Londres le 2 juillet 1902 et arrive à Lyttelton (Nouvelle-Zélande) via Madère le 16 novembre 1902.
Les officiers à bord sont : le capitaine William Colbeck RNR ; Rupert G. England, le second ; le lieutenant E.R.G.R. Evans RN, second officer ; Gerald Doorly RNR, third officer ; le sous-lieutenant G.F.A. Mulock RN, fourth officer ; le Dr G.A. Davidson ; J.D. Morrison, ingénieur en chef, ainsi que F. L. Maitland-Somerville et Neville Pepper, tous les deux aspirants. L'équipage se composait de huit contremaîtres, neuf matelots et trois pompiers. Pendant le voyage certains membres quitteront le navire pour être remplacés par d'autres.
Des deux voyages, c'est le premier qui est le plus connu. Il quitte Lyttelton pour l'Antarctique le 6 décembre 1902 et découvre deux petits îles inconnues le jour de Noël ; ces îles sont aujourd'hui l'île Scott et le Pilier de Haggit. On y débarque pour prendre possession de ces îles au nom du Royaume-Uni. Le Morning s'échoue sur un rocher pendant 20 minutes, mais arrive à repartir. L'équipage collectionnera des spécimens scientifiques tout au long du voyage.
Le Morning s'arrête à plusieurs endroits prédéfinis pour essayer de trouver le RRS Discovery, le navire principal de l'expédition. Au cap Crozier un message indiquant l'emplacement de ses quartiers d'hiver est découvert. Les mâts du Discovery sont aperçus le 23 janvier 1903.
Une fois assurés de la solidité de la glace, le ravitaillement est transporté sur des traîneaux. Ernest Shackleton, souffrant du scorbut, rejoint l'équipage du Morning, Mulock prenant la relève. Plusieurs autres membres de l'équipage retournent en Nouvelle-Zélande sur le Morning, qui quitte le détroit de McMurdo le 2 mars 1903 et arrive en Nouvelle-Zélande le 25 du même mois.
Un livre de bord écrit par Leonard Burgess, un matelot, qui décrit le voyage, est aujourd'hui dans les archives de la bibliothèque Macmillan Brown de l'Université de Canterbury (Nouvelle-Zélande).

## Second voyage
Le Morning retourne en Antarctique une seconde fois en 1903 en compagnie du navire Terra Nova. Ils arrivent à Hut Point le 5 janvier 1904. Les deux navires sont là afin d'aider le Discovery dans le cas où il ne pourrait pas s'extirper de la glace, mais celle-ci se détache et les trois bateaux peuvent rentrer en Nouvelle-Zélande ensemble.
Un livre de bord écrit par Leonard Burgess, un matelot, est aussi disponible dans les archives de la bibliothèque Macmillan Brown de l'Université de Canterbury (Nouvelle-Zélande).

## Chats
Le Morning avait plusieurs chats à bord :
- Bobs, dont le maître était J. D. Morrison, se noie quelque part entre Madère et la Nouvelle-Zélande.
- Night, une femelle noire[3].
- Noon, chaton de Night[3].
- Morning, chat tigré gris, noyé[3].

## Chansons
Doorly dictera plus tard The Songs of the Morning, compilation de chansons écrites pendant les voyages. Dans la plupart des cas les paroles sont écrites par l'un des officiers et la musique composée par Doorly. Le livre est publié par le Melbourne Wine and Cheese Club en 1943. Deux récits furent perdus.
En 2002 sort The Songs of the Morning: A Musical Sketch, s'agissant de chansons, poèmes et récits, la plus grande partie venant du voyage de Londres à Lyttelton et du premier voyage en Antarctique. Les royalties sont partagées entre le fonds Antarctica 100 Discovery Restoration Fund du Dundee Heritage Trust et le Antarctic Heritage Trust (section néo-zélandaise).